# Walter Bärlin
Walter Bärlin (* 20. Oktober 1900 in Bietigheim; † 26. Februar 1975 in Freudenstadt) war ein deutscher nationalsozialistischer Politiker.

## Leben
Walter Bärlin stammte aus einer altschwäbisch-protestantischen Beamtenfamilie. Nach dem Abitur 1918 in Esslingen am Neckar war er Soldat an der Westfront und schloss sich nach dem Ersten Weltkrieg 1919 dem Studentenbataillon Wildermuth an, das sich an dem Zug gegen München beteiligte. 1920 wurde er Mitglied eines Freikorps des Generals Sprösser im Ruhraufstand.
Von 1919 bis 1923 studierte er Rechts- und Staatswissenschaften in Tübingen und München. Während seines Studiums wurde er 1919 Mitglied der Tübinger Königsgesellschaft Roigel (1933–1935 Tübinger Burschenschaft Roigel). Nach dem juristischen Referendarexamen 1923 und der Prüfung für den höheren Justizdienst 1927 war er von 1926 bis 1927 als Rechtsanwalt in Esslingen tätig, bevor er 1929 zum Schultheiß in Trossingen gewählt wurde. Zum 1. Mai 1933 trat er der NSDAP bei (Mitgliedsnummer 2.869.054). Walter Bärlin war ab 1934 Mitglied des NS-Rechtswahrerbundes und wurde 1937 ehrenhalber SA-Sturmführer.
Von 1934 bis 1945 wurde er auf Veranlassung des Gauleiters der NSDAP Württemberg-Hohenzollern Wilhelm Murr zum   Bürgermeister der Stadt Friedrichshafen bestimmt, nachdem sein Vorgänger illegal abgesetzt worden war. Bärlin wurde am 2. Juni 1945 von der französischen Militärregierung zum kommissarischen Landrat des Landkreises Friedrichshafen (Landkreis Tettnang) ernannt, jedoch bereits am 6. Juli 1945 aus diesem Amt entlassen.
Nach kurzer Internierung im Juli 1945 in Friedrichshafen wurde er 1946 aus allen Ämtern entlassen und mit einem Berufsverbot als Rechtsanwalt belegt, bis er 1948 durch die Spruchkammer Tübingen als „Entlasteter“ rehabilitiert wurde. Ab 1948 war er als Beamter im Wartestand als Justiziar bei Esslinger Firmen tätig und wurde 1951 in den Ruhestand versetzt.
1955 wurde er zum Bürgermeister der Stadt Freudenstadt gewählt und trat 1963 in den Ruhestand.